# Senador Elói de Souza
Senador Elói de Souza is een gemeente in de Braziliaanse deelstaat Rio Grande do Norte. De gemeente telt 6.201 inwoners (schatting 2009).